# ناحیه ورت، شهرستان کوک، ایلینوی
ناحیه ورت (به انگلیسی: Worth Township) یک منطقهٔ مسکونی در ایالات متحده آمریکا است که در شهرستان کوک (ایلینوی) واقع شده‌است. ناحیه ورت ۸۳٫۴۸ کیلومتر مربع مساحت دارد ۱۸۱ متر بالاتر از سطح دریا واقع شده‌است.